# Stefano Frassetto
Stefano Frassetto (Torino, 1º ottobre 1968) è un fumettista e illustratore italiano.

## Biografia
Esordisce come illustratore e vignettista a metà anni novanta per il settimanale Il Nostro Tempo.
Nel 2005 crea la striscia Ippo che viene pubblicata sul settimanale a fumetti Il Giornalino. Protagonisti un bambino goffo con grandi occhiali e il suo gruppo di amici.
Nel 2011 nasce la striscia 35MQ che narra le vicende di due ragazzi dal carattere diametralmente opposto che dividono un appartamento situato in un quartiere decadente di una grande città.
35MQ trova spazio sul quotidiano svizzero 20 Minuti, come accade poco tempo dopo per Ippo.
All’attività di fumettista l’autore alterna quella di illustratore. I suoi ritratti sono regolarmente pubblicati su diversi quotidiani italiani ed esteri tra cui La Stampa, Libération e Le Temps. Nelle sue figure, più vicine ad uno stile realistico che caricaturale, riproduce alcuni segni essenziali della fisionomia del volto attraverso linee molto geometriche. I soggetti sono principalmente scrittori e altre personalità del mondo della cultura.
A partire dal 2019 le strisce di Ippo escono ogni anno sull'agenda Comix edita da Franco Cosimo Panini Editore.
Un'antologia che raccoglie i primi dieci anni del fumetto 35MQ viene pubblicata nel 2022 con un'introduzione curata da Silver.
Nell'estate 2023 per il giornale Le Temps cura la rubrica settimanale "Les chef d'oeuvre de la littérature pour faire simple", una rivisitazione umoristica disegnata di alcuni dei romanzi più importanti della storia della letteratura moderna.
Sempre nel 2023, a dicembre, esce la seconda raccolta delle strisce a fumetti di 35MQ intitolata "Round Midngiht". "La copertina è un omaggio al celebre quadro del realista americano Edward Hopper “I nottambuli”. I personaggi di Frassetto assomigliano in un certo senso a dei nottambuli, vivono in una dimensione tutta personale e surreale, dando vita a situazioni improbabili e spiazzanti che hanno conquistato in questi anni il cuore dei lettori. Tra spunti di satira sociale e critica di costume i personaggi di Frassetto sono diventati irresistibili".
Nella primavera del 2024 la rubrica "Les chef d'oeuvre de la littérature pour faire simple" inizia ad uscire tradotta e ampliata su Tuttolibri l'inserto settimanale de La Stampa con il titolo "I grandi classici in parole povere". Le strisce a fumetti mirano a rendere accessibili e comprensibili i testi letterari, spesso complessi, attraverso un linguaggio semplice e immediato. 
- Stefano Frassetto, 35MQ - idioti in condominio, collana Zodiaco, Comma 22, 2014, ISBN 9788865031070.
- Sara Caruso - Laura Gilli - Cristina Rowinski - Stefano Frassetto - Quando Evaristo si arrabbia, EGA 2012, ISBN 978-8865790205
- Paolo Curtaz - Stefano Frassetto, La domanda che punge, San Paolo Edizioni 2012, ISBN 978-8821573958.
- Valerio Albisetti - Stefano Frassetto. Gocce di energia. Rinvigorisci la tua anima, Paoline editoriale libri 2008, ISBN 978-8831534635.
- Stefano Frassetto - Pierpaolo Rovero, Gate 22, il domani altrove, Pavesio Editore 2007, ISBN 9788862330008.
- Umberto Folena - Stefano Frassetto, Survival in famiglia. Manuale di autoconservazione per mamme, papà, zii, cugini, suocere, nuore e figli, Piemme 2003, ISBN 978-8838465109.
- Stefano Frassetto, 35MQ - Dieci anni di inettitudine, Independently published, 2022, ISBN 979-8812977184
- Stefano Frassetto, 35MQ - Round Midnight (La notte leoni), Independently published, 2023, ISBN 979-8870766065